# Thành phố đô thị Reggio Calabria
Thành phố đô thị Reggio Calabria (tiếng Ý: Città Metropolitana di Reggio Calabria) thuộc vùng Calabria của Ý. Thủ phủ là thành phố Reggio di Calabria, nó thay thế tỉnh Reggio Calabria từ năm 2016. Thành phố đô thị Reggio Calabria có diện tích 3.183 km² với 97 khu tự quản.

## Hành chính
- Africo
- Agnana Calabra
- Anoia
- Antonimina
- Ardore
- Bagaladi
- Bagnara Calabra
- Benestare
- Bianco
- Bivongi
- Bova
- Bova Marina
- Bovalino
- Brancaleone
- Bruzzano Zeffirio
- Calanna
- Camini
- Campo Calabro
- Candidoni
- Canolo
- Caraffa del Bianco
- Cardeto
- Careri
- Casignana
- Caulonia
- Ciminà
- Cinquefrondi
- Cittanova
- Condofuri
- Cosoleto
- Delianuova
- Feroleto della Chiesa
- Ferruzzano
- Fiumara
- Galatro
- Gerace
- Giffone
- Gioia Tauro
- Gioiosa Ionica
- Grotteria
- Laganadi
- Laureana di Borrello
- Locri
- Mammola
- Marina di Gioiosa Ionica
- Maropati
- Martone
- Melicucco
- Melicuccà
- Melito di Porto Salvo
- Molochio
- Monasterace
- Montebello Ionico
- Motta San Giovanni
- Oppido Mamertina
- Palizzi
- Palmi
- Pazzano
- Placanica
- Platì
- Polistena
- Portigliola
- Reggio di Calabria
- Riace
- Rizziconi
- Roccaforte del Greco
- Roccella Ionica
- Roghudi
- Rosarno
- Samo
- San Ferdinando
- San Giorgio Morgeto
- San Giovanni di Gerace
- San Lorenzo
- San Luca
- San Pietro di Caridà
- San Procopio
- San Roberto
- Sant'Agata del Bianco
- Sant'Alessio in Aspromonte
- Sant'Eufemia d'Aspromonte
- Sant'Ilario dello Ionio
- Santa Cristina d'Aspromonte
- Santo Stefano in Aspromonte
- Scido
- Scilla
- Seminara
- Serrata
- Siderno
- Sinopoli
- Staiti
- Stignano
- Stilo
- Taurianova
- Terranova Sappo Minulio
- Varapodio
- Villa San Giovanni